# Coll de la Pastora
El Coll de la Pastora és una collada de 702,4 metres d'altitud, en el límit dels termes comunals de Catllà i Eus, tots dos de la comarca del Conflent, a la Catalunya del Nord. Està situat a l'extrem sud-oest del terme d'Eus i al nord-oest del de Catllà. Hi passa la carretera D - 619.